# Panzerzug Bajan
Der Panzerzug Bajan (russisch Бронепоезд Баян Bronepojesd Bajan) war ein Panzerzug der Weißen Armee aus der Zeit des Russischen Bürgerkrieges.

## Geschichte
Mitte September 1919 wurde in Kiew ein Panzerzug zur Unterstützung der Truppen der Weißen Armee gebaut. Dieser Panzerzug bestand aus einer gepanzerten Dampflokomotive und zwei Artilleriewagen. Am 12. September wurde dieser Panzerzug offiziell als Panzerzug Bajan in Dienst gestellt und der 3. Panzerzugdivision zugeteilt.

## Technische Daten

### Lokomotive
Die Dampflokomotive des Panzerzuges war eine vollständig gepanzerte Lokomotive.

### Artilleriewagen
Der Panzerzug Bajan verfügte über zwei Artilleriewagen. Dies waren ehemalige Flachwagen, auf denen je ein Artilleriegeschütz montiert wurde.

## Einsatz
Direkt nach Fertigstellung wurde der Panzerzug Bajan an die Front geschickt. Hauptaufgabe war es, die Eisenbahnstrecke zwischen Kiew und Sarny zu sichern. Anfang Oktober 1919 nahm er an Abwehrkämpfen in der Region Kiew teil.
Als am 7. Februar 1920 die Rote Armee Odessa besetzte, wurden alle verfügbaren Panzerzüge nach Tiraspol beordert, darunter auch der Panzerzug Bajan. In der Nacht vom 11. auf den 12. Februar wurden diese Panzerzüge auf der Eisenbahnlinie zwischen Tiraspol und Bender am rechten Ufer des Dnister zusammengezogen und die Eisenbahnbrücke gesprengt. Wenig später wurden die dortigen Panzerzüge entweder gesprengt oder, wie der Panzerzug Bajan, zurückgelassen.

## Zugpersonal
- Zugkommandant Oberst Pavel Z. Delov[1]